# ナヴァランクス
ナヴァランクス、またはナバランクス (フランス語: Navarrenx、オック語: Navarrencs、発音 [naˈβaɾeŋt͡s]) は、フランス、ヌーヴェル＝アキテーヌ地域圏、ピレネー＝アトランティック県の都市。